# Marjan Mrmić
Marjan Mrmić (Sziszek, 1965. május 6. –) horvát válogatott labdarúgókapus. Jelenleg az NK Varaždin és a horvát válogatott kapusedzője.
A nemzeti csapat tagjaként részt vett az 1996-os Európa-bajnokságon és az 1998-as labdarúgó-világbajnokságon, ahol a bronzérmet jelentő harmadik helyet szerezték meg. 1995 és 1999 között összesen 14 alkalommal védte a válogatott kapuját.

## Külső hivatkozások
- Marjan Mrmić Archiválva 2012. november 8-i dátummal a Wayback Machine-ben – a FIFA.com honlapján
- Marjan Mrmić – a National-football-teams.com honlapján